# アンドーバー (マサチューセッツ州)
アンドーバー（英: Andover [ˈændoʊvər]）は、アメリカ合衆国マサチューセッツ州のエセックス郡にある町。人口は3万6569人（2020年）。1642年に入植、1646年に法人化された歴史ある町である。富裕層の住民が多い。

## 歴史

### 町の設立と法人化
1634年、マサチューセッツ植民地議会が、現在エセックス郡となっている領域で現在のアンドーバー、ノースアンドーバー、サウスローレンスとなった土地を含め、内陸開拓のために土地を取っておいた。入植を奨励するために、初期開拓者は3年間、税、賦役、奉仕（兵役は除く）を免除となった。アンドーバー初の恒久的開拓地は、1641年にニューベリーとイプスウィッチから来たジョン・ウッドブリッジと開拓者集団が設立したものだった。
彼らが到着してから間もなく、地元のペナクック族インディアンの酋長カットシャマシェから、「通貨6ポンドと上着1着」と引き換えに土地を購入した。ただし、ペナクック族の男であるロジャーがその土地にトウモロコシを植え、土地の水流から魚のエールワイフを獲ることを認めるという条件があった。町の東部を流れる小さな水流はロジャーの栄誉を称えてロジャーのブルックと名付けられた。1646年5月、この開拓地は町として法人化されアンドーバーと名付けられた。この名称は、町の初期住民数人の出身地に近いイングランドのハンプシャーにあるアンドーバー町にちなんで選ばれた可能性がある。記録に残る最初のタウンミーティングは、1656年に、現在ノースアンドーバーの町の中にあった開拓者ジョン・オズグッドの家で開催された。
現在のノースアンドーバーにあった旧埋葬地は初期の町の中心だった。一般に信じられていることに反して、現在のノースアンドーバーにもあるオールドノース教会の位置に応じて町は分かれた。事実上、現在のアンドーバーは1646年以降も長い間、町として法人化されていないままだった。町の南西部出身の住人は当時のアンドーバーの北端までずっと歩くのに疲れ、現在のアンドーバーの中央に独自の教会を建てることに決めた。初期には恐ろしいインディアンの攻撃から守るために、オールド・センター（ノースアンドーバー）周辺に住民が集まっていたが、1675年にフィリップ王戦争が始まるまでインディアンは極めて平和を好んでいた。フィリップ王はニューイングランドの大半で白人開拓者に対する反乱を組織化したインディアンだった。1676年から1698年の間にインディアンによる襲撃が6回起こったが（最後の襲撃はエスカンビュイット酋長が率いた）、増え続ける白人開拓者が土地の支配権を確立していった
1798年11月、デイビッド・ブランがデダムの集団を率い、自由の柱を設置した。その柱には「印紙法はいらない、治安維持法はいらない、外国人法はいらない、土地税はいらない、アメリカの専制者に失墜を、大統領に平和と退任を、副大統領に愛の生活を」と書かれており、当時の大統領ジョン・アダムズと副大統領トーマス・ジェファーソンをやり玉に挙げていた。ブラウンはアンドーバーで逮捕されたが、4,000ドルの保釈金を払えなかったので、裁判のためにセイラムに連れて行かれた。ブラウンの裁判は1799年6月に行われた。ブラウンは有罪を主張するつもりだったが、判事のサミュエル・チェイスは彼を助けた者、あるいは彼にその文句を書かせた者の名前を挙げさせたかった。ブラウンはそれを拒否し、480ドルの罰金を科され、18か月の収監を宣告された。外国人・治安諸法のあった当時としては最も重い量刑だった。

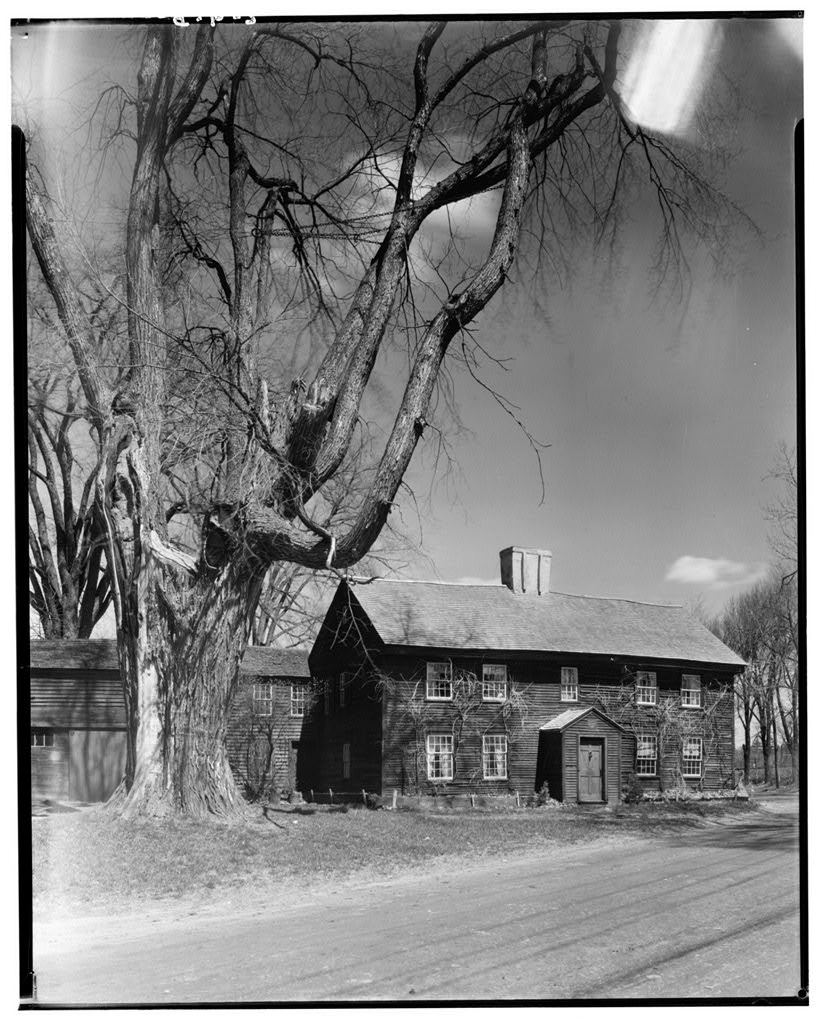
ベンジャミン・アボットの農家、1934年

### 魔女裁判
1692年のセイラム魔女裁判のとき、アンドーバー住人のジョセフ・バラードが、隣接するセイラム・ビレッジで既に魔女と識別されていた数人の少女たちからバラードの妻を救うよう求めた。その少女たちはエリザベス・バラードを訪問した後、アンドーバーの何人かが彼女に魔法をかけたと主張した。それはアン・フォスター、その娘のメアリー・レイシー・シニア、さらに孫であるメアリー・レイシー・ジュニアだった。その後の法的手続きの間に、40人以上のアンドーバー住人、その大半は女性と子供が正式に、悪魔と契約したと告発された。アンドーバー住人の中からマーサ・キャリア、メアリー・パーカー、サミュエル・ウォードウェルの3人が有罪となり処刑された。他に5人が罪状認否で有罪を認めるか、裁判で有罪とされた。アン・フォスター、メアリー・レイシー・シニア、アビゲイル・フォークナー・シニア（アンドーバーの牧師フランシス・デーンの娘）が1692年に、ウォードウェルの妻サラと、デーン牧師の娘エリザベス・ジョンソン・ジュニアが1693年に有罪となった。処刑されなかった者達はウィリアム・フィップス総督から刑執行の延期を認められたが、その記録には有罪が残った。1713年、その10年前の1703年にアビゲイル・フォークナー・シニアとサラ・ウォードウェルが始めた請願に反応して、マサチューセッツ総督ジョセフ・ダドリーが、有罪とされた者の名前にあった汚点を雪いだ。

### 2つの教区と町の分割
1705年、アンドーバーの人口が南の方に移動し始め、町の南部に新しい集会所を設けるアイディアが提案された。これには、北の最初の集会所近くに住む人々から強く反対されたが、1709年、植民地議会が北と南の2つのパリッシュにアンドーバーを分割して、この論争を解決させた。この分割後、サウスアンドーバーはサウスパリッシュ「埋葬地」を設定した。アンドーバーの初期開拓者ロバート・ラッセルが1710年12月に80歳で死亡して埋葬された。しかしこの分割にも拘わらず、町は政治的には一体のままだった。
アンドーバーはマサチューセッツ州の中で長年地理的に最大級の町だった。1826年、3番目のパリッシュが設立され、リザベーション道路沿いに西パリッシュ教会が建設された。1854年、古いパリッシュの境界に従って町を2つの政体に分割する法案が成立した。アンドーバーという名前は人口が多く裕福な西と南パリッシュが保持することになり、北のパリッシュにはノースアンドーバーの名前が与えられた。

### アメリカ独立戦争時のアンドーバー
1775年4月19日の朝、約350人のアンドーバー男性がレキシントンに向かって行軍したという記録がある。彼らはその日の戦闘には間に合わなかったが、2か月後のバンカーヒルの戦いには参加することとなり、その後もイギリス兵との小競り合いで戦った。
マサチューセッツ憲法制定会議に代表となったアンドーバー住民の中には、サミュエル・オズグッド大佐、ゼバディア・アボット、ジョン・ファーナム、サミュエル・フィリップス・ジュニアがいた。フィリップスはその後フィリップス・アカデミーを設立することになった者だが、ジョン・アダムズに指名されて州憲法の草稿を起草することに貢献した。
1775年6月17日、チャールズタウン焼き討ちのとき、アンドーバー住民がホルトヒルの上まで登ってそれを目撃した。ホルトヒルはエセックス郡で最高地点であり、現在はチャールズ・W・ウォード保護地の一部になっている。

### 大統領に当選していたフランクリン・ピアースの息子の死
1853年1月6日、大統領に当選していたフランクリン・ピアースとその妻ジェーンの息子ベンジャミン・"ベニー"・ピアース、11歳が、アンドーバーの列車事故で死んだ。ボストンからローレンスに向かっていたボストン・アンド・メイン急行が時速40マイル (64 km) で走行中に、車軸が折れた。フランクリン・ピアースも乗車していた唯一の客車が盛り土から落ちて2つに折れた。貨物車と機関車は線路に留まっていた。ピアースの息子が唯一死亡した乗客であったが、当初は父のピアースも致命傷を負ったと伝えられた。少年はほとんど首が落ちてしまう状態だった。ピアースはシートで息子を覆い、妻に見せないようにしたが、ジェーンも息子を見てしまった。夫妻はその後酷く落ち込み、ピアースの大統領職遂行に影響した。ピアースは重い打撲傷を負っただけだった。ピアースはそれ以前に2人の子供を失くしていた。その息子の死は夫妻に暗影を投じたと言われている。特にジェーンはホワイトハウスでもほとんど楽しむことがなく、死んだ子供達に宛てて手紙を書いて大半の時を過ごした。ジェーンは悲しみに沈んだまま1863年に死んだ。1857年にピアースがホワイトハウスを去った後、「残されたことは、飲むことと死ぬことだけだ」と言った。妻が死んでから6年後の1869年10月、ピアース自身も肝硬変で死んだ。

### 南北戦争

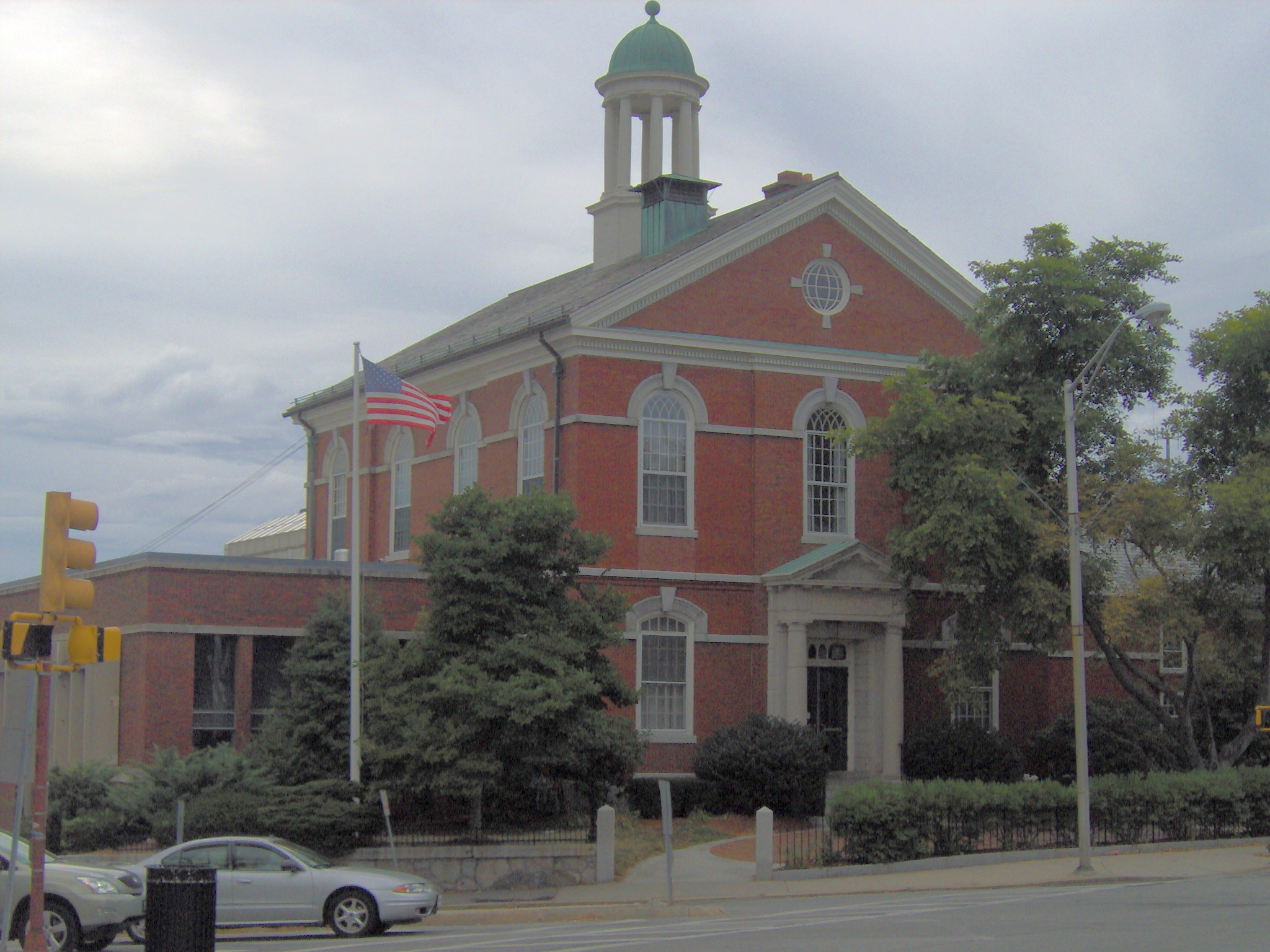
メモリアルホール図書館、1873年に南北戦争で命を落とした53人のアンドーバー出身者を記念して建設された。資金は個人の寄付によった

南北戦争が始まるずっと前から、アンドーバーでは反奴隷制度運動が多くの支持者を集めていた。熱心な奴隷制度廃止論者であり、ウィリアム・ロイド・ガリソンの友人だったウィリアム・ジェンキンスや、他にも数人が逃亡奴隷のために地下鉄道 (秘密結社)の停車駅を提供した。『アンクルトムの小屋』の著者ハリエット・ビーチャー・ストウが長くここの住人だったことは注目すべきである。「ストウの家」と呼ばれたその家は現在、フィリップス・アカデミー・アンドーバー校が所有している。その遺骸はフィリップス・アカデミーの墓地に埋葬されている。1861年に南軍がサムター砦を砲撃したとき、志願兵79名の中隊が結成された。1865年に戦争が終わる時までにアンドーバーから600人が北軍に入隊した。

### ショーシーン・ビレッジ
1919年、アメリカン・ウールン社が、既に工場のあるフライ・ビレッジに100万ドルを掛けた新工場を建設し、その地域を「ショーシーン」と改名する計画を発表した。このビレッジは「モデル工業町」として完全に再建され、会社の本社を置く場所となった。工場は1922年に操業を開始し、それから2年後には町に家屋200軒以上、町のための建物数棟、テニスコート数面、水泳場、ボウリンググリーン、運動場とゴルフコースがあるようになっていた。従業員は会社から家を借りた。そのレンガ造りの建物は上級管理職のために保持され、木造の建物が下級者のために使われた。しかしこの工業のユートピアは短命であり、1940年代初期には家屋のほとんど全てと管理用建物が個人の所有になった。この工場は合成繊維が毛糸よりも人気が出て、変化する技術の犠牲になった。アメリカン・ウールン社は1953年に工場を閉鎖し、建物には今日、様々な事業所、家屋、アパートが入っている。しかし、このビレッジは、サッカーチームのショーシーン・インディアンスが1925年に全国的なサッカー大会で優勝した時にその名を全国に轟かせた。

## 地理
アメリカ合衆国国勢調査局に拠れば、町域全面積は32.1平方マイル (83.2 km2)であり、このうち陸地31.0平方マイル (80.3 km2)、水域は1.1平方マイル (2.9 km2)で水域率は3.49%である。そこそこの広さがある水域としては、ショーシーン川とハゲッツ池がある。ハゲッツ池は町内の西部にあり、貯水池として機能している。元々他の水域とは別のものだったが、1990年代後半から町の北側境界の半分を構成するメリマック川の水を導き、町の増加する需要に対応している。町内にはハロルド・パーカー州有林、チャールズ・W・ウォード保護地、ハロルド・R・ラフトン保護地、ディア・ジープ保護地（メリマック川岸沿い）があり、さらにローレンスのデン・ロック公園の小部分も入っている。ゴルフコースも幾つかある。
アンドーバー町の中心は、ローレンスの中心から南に約4マイル (6.4 km)、ボストンの北22マイル (35 km)、ニューハンプシャー州マンチェスターから南東に30マイル (48 km) にある。エセックス郡の西端にあり、メリマック川に沿っている。北はローレンス、北東はノースアンドーバー、南はノースレディングとウィルミントン、南西はテュークスベリーの各市町に接している。北東はドラカットとも接しているが、その町境はメリマック川の中にあり、ドラカット町の中にはメリマック川を渡す橋が無い。人はマスーアンあるいは近くのローウェルを通ってドラカットに入る必要があり、これは南西のテュークスベリーとの境界も同様である。

## 交通

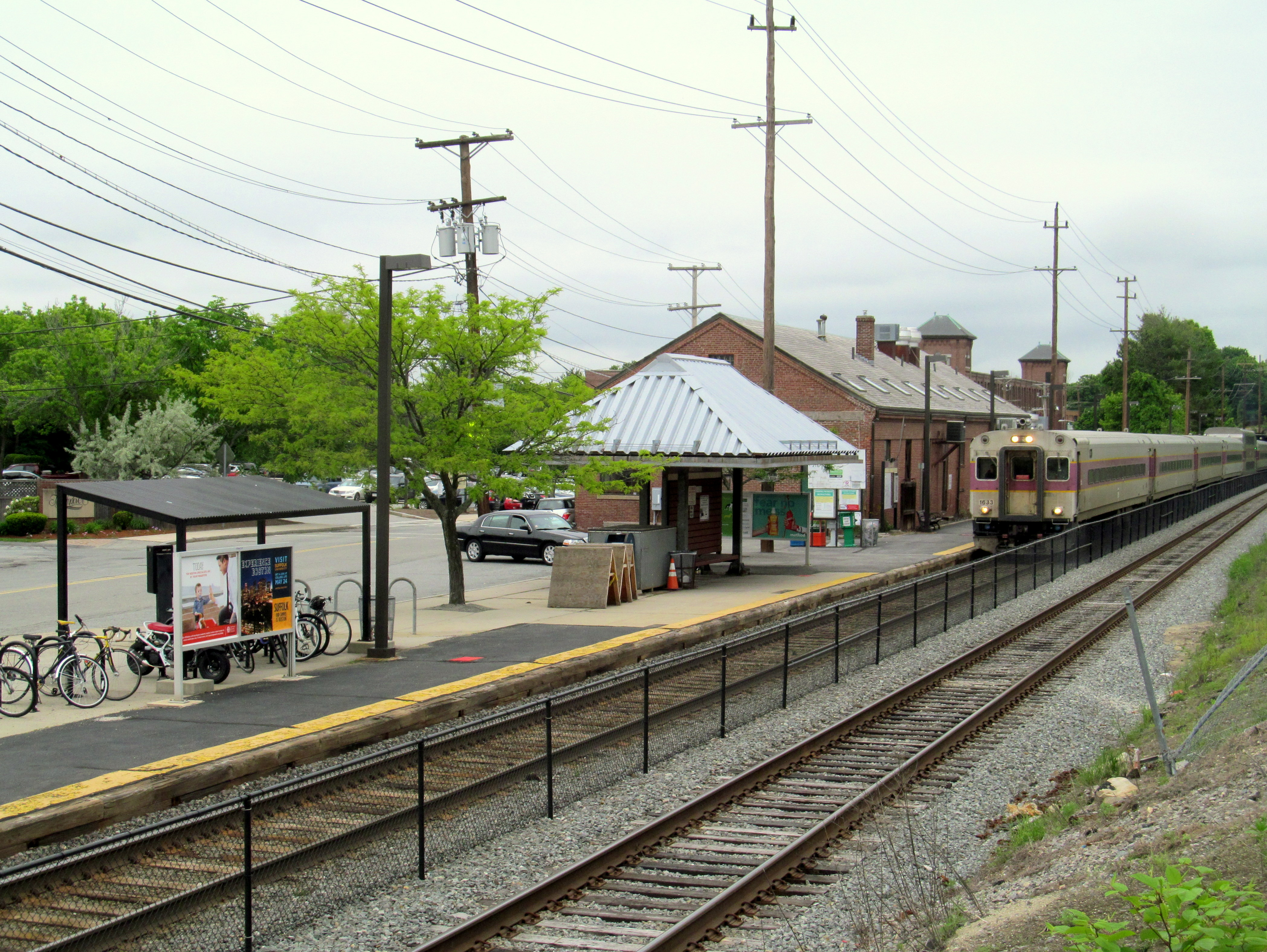
アンドーバー駅

マサチューセッツ湾交通局通勤線のヘイブリル/レディング線には、バラードベール駅とアンドーバー駅があり、ボストン北駅に列車が走っている。アンドーバー駅の旧駅舎は現駅舎の200メートル南にあり、アメリカ合衆国国家歴史登録財に指定されている。
メリマックバレー地域交通局が運行する幾つかのバス路線が町内の北端に入って来る。これらの路線はローレンスとを結び、ウィークデイにはボストンへの通勤も可能である。
アンドーバーは州間高速道路495号線と同93号線が交差する地点にある。またマサチューセッツ州道25号線が町を南北に通る幹線道であり、同133号線と同125号線も通っている。
最寄りの飛行場はノースアンドーバーのローレンス市民空港で一般用途の利用ができ、国内便を使うとすればボストンのジェネラル・エドワード・ローレンス・ローガン国際空港と、マンチェスター市のマンチェスター・ボストン地域空港がある。どちらの空港もアンドーバーからは48キロメートル以内にある。

## 人口動態
以下は2000年国勢調査による人口統計データである。
| 基礎データ - 人口: 31,247 人 - 世帯数: 11,305 世帯 - 家族数: 8,490 家族 - 人口密度: 389.1人/km2（1,007.8 人/mi2） - 住居数: 11,590 軒 - 住居密度: 144.3 軒/km2（373.8 軒/mi2） 人種別人口構成 - 白人: 91.60% - アフリカン・アメリカン: 0.75% - ネイティブ・アメリカン: 0.06% - アジア人: 5.73% - 太平洋諸島系: 0.04% - その他の人種: 0.84% - 混血: 0.99% - ヒスパニック・ラテン系: 1.81% 年齢別人口構成 - 18歳未満: 28.8% - 18-24歳: 4.7% - 25-44歳: 27.5% - 45-64歳: 26.8% - 65歳以上: 12.3% - 年齢の中央値: 40歳 - 性比（女性100人あたり男性の人口） - 総人口: 92.9 - 18歳以上: 87.9 | 世帯と家族（対世帯数） - 18歳未満の子供がいる: 40.3% - 結婚・同居している夫婦: 65.6% - 未婚・離婚・死別女性が世帯主: 7.5% - 非家族世帯: 24.9% - 単身世帯: 21.6% - 65歳以上の老人1人暮らし: 9.2% - 平均構成人数 - 世帯: 2.74人 - 家族: 3.24人 収入と家計（2012年推計） - 収入の中央値 - 世帯: 118,324米ドル - 家族: 144,685米ドル - 性別 - 男性: 100,000米ドル以上 - 女性: 62,532米ドル - 人口1人あたり収入: 53,378米ドル - 貧困線以下 - 対人口: 4.2% - 対家族数: 2.6% - 18歳未満: 3.7% - 65歳以上: 5.8% |

2011年時点でアンドーバーには100万ドル以上の収入を登録した住民が217人おり、住民157人に1人の100万長者がいることになる。アンドーバーの100万長者の平均収入は244万1,000ドルである。収入などの人口動態データを用いると、マサチューセッツ州の郵便番号490個の中で裕福度は第37位にランクされた。

## 政府
郡政府: エセックス郡
郡政府には次の役職が残っている。
郡事務官、地区検事、土地登記官、検認登録官、保安官
州政府
マサチューセッツ州議会には、下院2人、上院1人を送り出している。知事評議員も1人を送り出している。
連邦政府
アメリカ合衆国下院議員は州第3および第6選挙区に入っている。上院議員は2人である。

## 芸術と文化

### 見どころ
- フィリップス・アカデミー、1778年に設立された大学予備校、多くの著名な卒業生がいる
- アディソン・アメリカ芸術ギャラリー、フィリップスのキャンパスにあり、一般公開されている
- アンドーバー・イン、フィリップスのキャンパスにあるニューイングランド風田舎の宿屋
- アメリカ合衆国内国歳入庁アンドーバー・キャンパス・サービスセンター、長年隣接州から納税申告用紙を受け入れてきた。電子申請の比率が高まり、受け付け業務は無くなる可能性がある[22]。連邦政府雇員組合である全国財務相雇員組合が2009年半ばに、職を失う可能性のある雇員のための問題資産救済プログラムの下で特別の検討を求めた[23]。2009年の遅く、一般調達局が2009年アメリカ復興・再投資法を通じ、1967年に建設された複合ビルの環境に優しい近代化の資金として8,500万ドルを受け取った[24]。
- パトリオットミサイルのメーカーであるレイセオンが所有する大型工場がある
- チャンドラー・ビッグスビー・アボット邸は1673年の建設であり、アンドーバーでは最古の建物である
- 国内でも2番目に古い土地保存組織であるアンドーバー・ビレッジ改良協会があり、1,100エーカー (4.5 km2) の土地を管理している
- レバノンがローレンスとの町境近く、北メインストリートで名誉領事館を運営している

## 教育

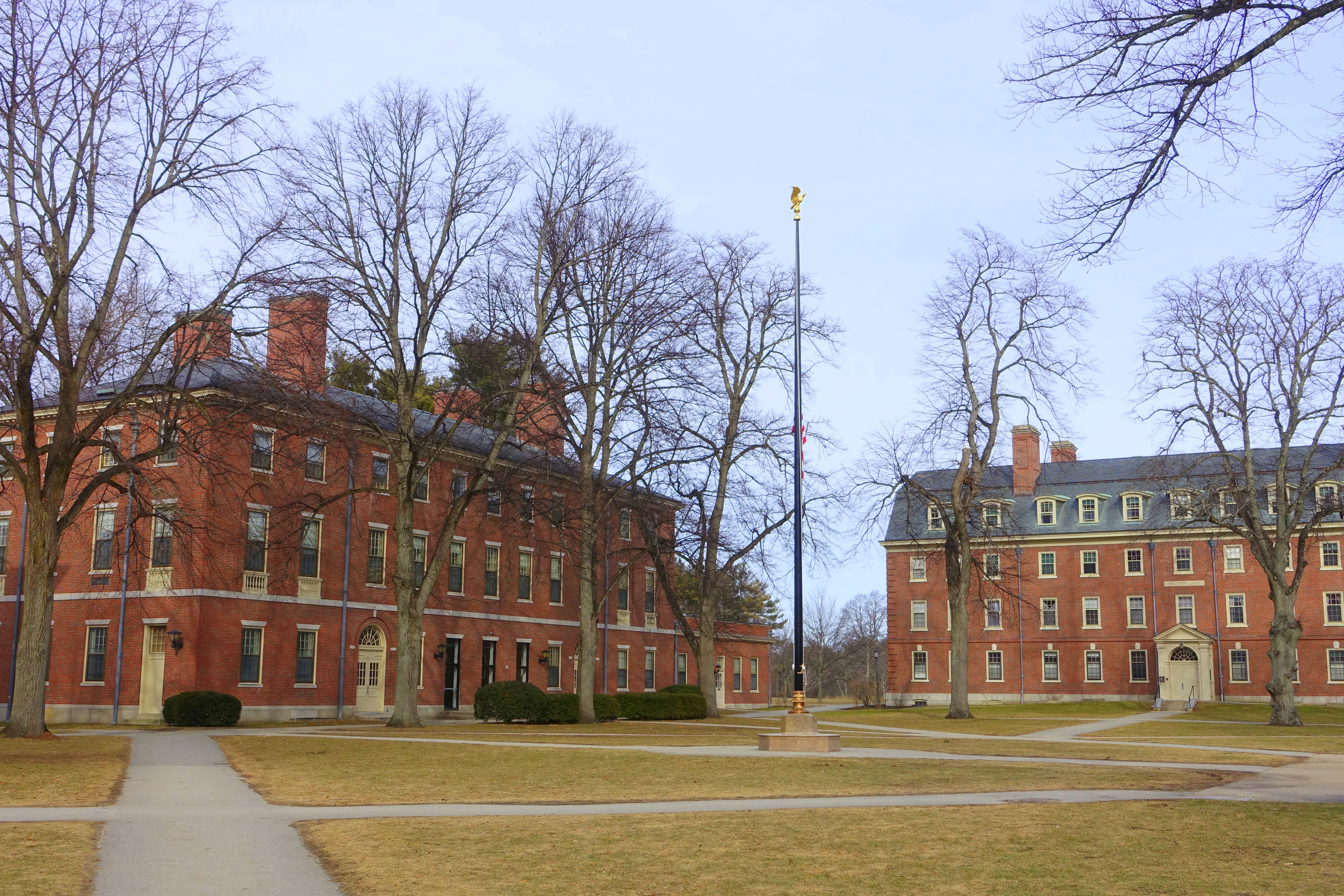
フィリップス・アカデミー

### 公立学校
- 小学校（幼稚園から5年生） - ショーシーン（幼稚園から2年生）、バンクロフト、ウェスト、サウス、サンボーン、ハイプレーン
- 中学校（6年生から8年生） - ドハーティ、ウェスト、ウッドヒル
- 高校（9年生から12年生） - アンドーバー
- グレーター・ローレンス工業学校（9年生から12年生）

### 私立学校
- セントオーガスティン・カトリック、幼稚園から8年生
- パイク学校、幼稚園前から8年生
- フィリップス・アカデミー、9年生から12年生
- アンドーバー・スクール・オブ・モンテッソリ

### 高等教育機関
- マサチューセッツ法科学校

## インターネット
2011年9月に公表されたパンドのネットワーク・コンテント・デリバリー・サービスに拠れば、アンドーバーは2011年のインターネットの速度が世界最速クラスである10都市に入っており、全米では唯一だった。その速度は 22.41 Mbit/s であり、世界最速の 33.5 Mbit/s よりはかなり遅い。

## 著名な出身者
- アン・ブラッドストリート、17世紀の詩人
- ビル・バックナー、メジャーリーグベースボール選手、ボストン・レッドソックス他
- マイケル・マレン、アメリカ海軍大将
- マイケル・チクリス、俳優、『ザ・シールド ルール無用の警察バッジ』で主演
- ライアン・ハニガン、メジャーリーグベースボール選手、ボストン・レッドソックス
- カーラ・ヘイワード（1998年-）、女優、『ムーンライズ・キングダム』で主演
- マーティン・ジョンソン、ロックバンドボーイズ・ライク・ガールズのリードボーカルとギター奏者
- プリシラ・レイン、女優、『Arsenic and Old Lace』に出演
- ジェイ・レノ、エンタテナー、 『ザ・トゥナイト・ショー・ウィズ・ジェイ・レノ』の司会
- ジム・ロスカトフ、NBAバスケットボール選手、ボストン・セルティックス
- サミュエル・オズグッド、初代アメリカ合衆国郵政長官（ジョージ・ワシントン政権）
- ジム・ライス、メジャーリーグベースボール選手、ボストン・レッドソックス
- ハリエット・ビーチャー・ストウ、小説家、代表作は『アンクルトムの小屋』、アンドーバーに埋葬されている
- ジョージ・L・ストリート3世、アメリカ海軍大佐、第二次世界大戦で名誉勲章受章
- ロバート・ユーリック、俳優、テレビドラマ『ベガス』と『私立探偵スペンサー』に主演